# Bagnaria
Bagnaria – miejscowość i gmina we Włoszech, w regionie Lombardia, w prowincji Pawia.
Według danych na rok 2004 gminę zamieszkiwało 639 osób, 39,9 os./km².